# Mona Kelly (Sängerin)
Mona Kelly (* 4. September 1940 in Port Arthur) ist eine kanadische Sängerin (Mezzosopran).

## Leben
Kelly studierte bei Irene Jessner, Aksel Schiøtz und in England bei Otakar Kraus. Sie sang Rollen wie den Hänsel in Engelbert Humperdincks Hänsel und Gretel (1962), die Nancy in Benjamin Brittens Albert Herring (beim Stratford Festival 1967) und den Oreste in Jacques Offenbachs La Belle Hélène. Kelly war mit dem Dirigenten Mario Bernardi verheiratet.